# باكلوبوترازول
باكلوبوترازول هي مادة كيميائية تستعمل كمثبط لنمو النبات وتعمل بعكس هرمون الجبرلين. تؤثر على النبات عن طريق منع إنتاج الجبرلين، فتؤدي إلى إبطاء تثبيت الكربون (التمثيل الضوئي) ونمو رواحب قصيرة فيصبح النبات أقصر وتخف وتيرة نموه. يستعمل هذا المركب لزيادة تحمل النبات للجفاف عن طريق تقليل النتح والاحتياجات المائية.

## طرق الاستخدام
يوضع باكلوبوترازول عادة على التربة ويمتص من قبل الجذور وينتقل بواسطة النسيج الوعائي الخشبي إلى الأجزاء العليا من النبات.الرش الورقي غير فعال. يمكن أن تنقع البذور بالباكلوبوترازول لتقليل نمو البذار.